# Tour de France de 1921
O Tour de France 1921, foi a décima quinta versão da competição realizada entre os dias 26 de junho e 24 de julho de 1921.

## História
A largada foi em Argenteuil, e a competição terminou no Parc des Princes.
Foi percorrida a distância de 5.484 km, sendo a prova dividida em 15 etapas. O vencedor alcançou uma velocidade média de 24,72 km/h.
Participaram desta competição 123 ciclistas, chegaram em Paris 38 ciclistas.

## Resultados

### Classificação geral

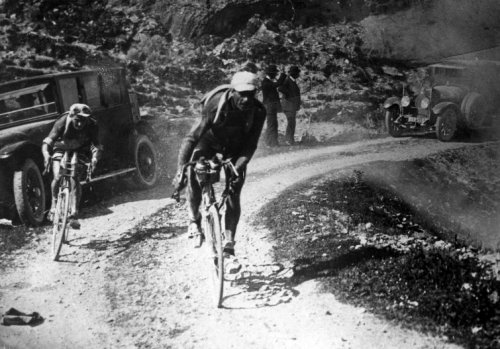
.Léon Scieur
ciclista belga (1988-1969)
Tour de France 1921.

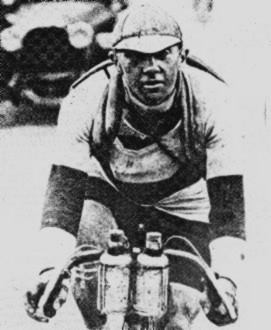
.Honoré Barthélémy
ciclista francês (1891-1964).

| Posição | Nome              | País    | Tempo velocidade média  |
| ------- | ----------------- | ------- | ----------------------- |
| 1       | Léon Scieur       | Bélgica | 221h 50' 26" 24,72 km/h |
| 2       | Hector Heusghem   | Bélgica | 18' 36"                 |
| 3       | Honoré Barthélémy | França  | 2hr 1' 00"              |
| 4       | Luigi Lucotti     | Itália  | 2h 39' 18"              |
| 5       | Hector Tiberghien | Bélgica | 4h 33' 19"              |
| 6       | Victor Lenaers    | Bélgica | 4h 53' 23"              |
| 7       | Léon Despontin    | Bélgica | 5h 1' 54"               |
| 8       | Camille Leroy     | Bélgica | 7h 56' 27"              |
| 9       | Firmin Lambot     | Bélgica | 8h 26' 25"              |
| 10      | Félix Goethals    | França  | 8h 42' 26"              |

### Etapas
| Etapa | Data        | Percurso                     | km  | Vencedor da etapa | Líder classificação geral |
| 1ª    | 26 de junho | Paris - Le Havre             | 388 | Louis Mottiat     | Louis Mottiat             |
| 2ª    | 28 de junho | Le Havre - Cherburgo         | 364 | Romain Bellenger  | Léon Scieur               |
| 3ª    | 30 de junho | Cherburgo - Brest            | 405 | Léon Scieur       | Léon Scieur               |
| 4ª    | 2 de julho  | Brest - Les Sables d'Olonne  | 412 | Louis Mottiat     | Léon Scieur               |
| 5ª    | 4 de julho  | Les Sables d'Olonne - Baiona | 482 | Louis Mottiat     | Léon Scieur               |
| 6ª    | 6 de julho  | Baiona - Luchon              | 326 | Hector Heusghem   | Léon Scieur               |
| 7ª    | 8 de julho  | Luchon - Perpignan           | 323 | Louis Mottiat     | Léon Scieur               |
| 8ª    | 10 de julho | Perpignan - Toulon           | 411 | Luigi Lucotti     | Léon Scieur               |
| 9ª    | 12 de julho | Toulon - Nice                | 272 | Firmin Lambot     | Léon Scieur               |
| 10ª   | 14 de julho | Nice – Grenoble              | 333 | Léon Scieur       | Léon Scieur               |
| 11ª   | 16 de julho | Grenoble - Genebra           | 325 | Félix Goethals    | Léon Scieur               |
| 12ª   | 18 de julho | Genebra - Estrasburgo        | 371 | Honoré Barthélémy | Léon Scieur               |
| 13ª   | 20 de julho | Estrasburgo - Metz           | 300 | Félix Sellier     | Léon Scieur               |
| 14ª   | 22 de julho | Metz - Dunkerque             | 433 | Félix Goethals    | Léon Scieur               |
| 15ª   | 24 de julho | Dunkerque - Paris            | 340 | Félix Goethals    | Léon Scieur               |

CR = Contra-relógio individual
CRE = Contra-relógio por equipes